# آلش کوتالیک
آلش کوتالیک (انگلیسی: Aleš Kotalík؛ زادهٔ ۲۳ دسامبر ۱۹۷۸) بازیکن هاکی روی یخ اهل جمهوری چک است.
از باشگاه‌هایی که در آن بازی کرده‌است می‌توان به نیویورک رنجرز، کلگری فلیمس، و ادمونتون اویلرز اشاره کرد.